# Szamhung állomás
Szamhung állomás (hangul: 삼흥역, Szamhung-jok, handzsa: 三興驛, RR: Samhŭng-yŏk, ’Három eredet’) állomás Észak-Koreában, Phenjan Teszong-kujok (Taesŏng-kuyŏk) városrészén, a phenjani metró vonalán. 1975. szeptember 9-én adták át. Közelben található a Kim Ir Szen (Kim Il Sung) Egyetem.
| Hjoksin vonal                                 | Hjoksin vonal | Hjoksin vonal                        |
| --------------------------------------------- | ------------- | ------------------------------------ |
| Csonszung (Chŏnsŭng) Kvangbok (Kwangbok) felé | metróvonal    | Ragvon (Ragwŏn) Ragvon (Ragwŏn) felé |